# Jamba (Huíla)
Jamba ist eine Ortschaft und ein Landkreis in Angola.

## Geschichte
Jamba entstand in den 1930er Jahren, als in den Minen von Cassinga die Förderung von Gold und anderen Erzen einsetzte. Mit Beginn des Angolanischen Bürgerkriegs (1975–2002) und insbesondere den Angriffen der südafrikanischen Streitkräfte in den 1980er Jahren wurden alle Aktivitäten an den Minen eingestellt. Im Zuge der Wiederaufbaubemühungen und des anhaltenden Wirtschaftswachstums Angolas nach dem Ende des Bürgerkriegs sollen die Minen nun wieder aktiviert werden.

## Verwaltung
Jamba ist Sitz eines gleichnamigen Kreises (Município) in der Provinz Huíla. Der Kreis umfasst eine Fläche von 11.100 km² und hat etwa 150.000 Einwohner (Schätzung 2012). Die Volkszählung 2014 soll fortan für gesicherte Daten sorgen.
Der Kreis Jamba besteht aus drei Gemeinden (Comunas):
- Dongo
- Jamba
- Cassinga (auch Tchamutete)